# Pęgów (województwo dolnośląskie)
Pęgów (niem. Hennigsdorf) – wieś w Polsce położona w województwie dolnośląskim, w powiecie trzebnickim, w gminie Oborniki Śląskie.

## Podział administracyjny
W latach 1975–1998 miejscowość położona była w województwie wrocławskim.

## Położenie
Pęgów położony jest na równinie Oleśnickiej na wysokości 125 do 142 m n.p.m. W odległości 1 km od centrum na północny wschód zaczynają się zbocza Wzgórz Trzebnickich, skąd w pogodne dni w kierunku południowo-zachodnim widoczny jest Wrocław (odległość: 20 km) i Masyw Ślęży, zaś w północno-zachodniej stronie – bloki mieszkań w Obornikach Śląskich (odległość: 7 km). Pęgów jest drugą co do wielkości miejscowością w gminie pod względem zajmowanej powierzchni i liczby ludności (1908 osób w marcu 2011 r.).

## Charakterystyka wsi
Wykazuje charakter centralnej miejscowości rekreacyjnej, gdyż:
- ośrodek zdrowia skupia ludność z Kotowic, Paniowic, Pęgowa, Szewc, Zajączkowa, Urazu, Lubnowa, Rakowa i innych bliżej położonych miejscowości;
- w szkole podstawowej uczą się dzieci z Golędzinowa, Kotowic, Pęgowa i Zajączkowa (także Obornik Śląskich);
- z apteki korzystają pacjenci nie tylko z okolicznych wsi, ale także przejeżdżający drogą łączącą Oborniki Śląskie z Wrocławiem.

## Znane osoby
W Pęgowie znajduje się domek letniskowy Kornela Morawieckiego.

## Przesiedlenia
Od roku 1946 zamieszkuje tu duża grupa repatriantów z miejscowości Czyszki koło Lwowa (wysiedleni w roku 1945).

## Sport
Na terenie wsi działają kluby sportowe LKS Zorza Pęgów, Wieża Pęgów i UKS Zorza Pęgów.
Drużyna Wieża Pęgów w sezonie 2018 została Drużynowym Wicemistrzem Polski w szachach klasycznych oraz zdobyła brązowy medal Drużynowych Mistrzostw Polski w szachach szybkich. Nasi zawodnicy: arcymistrzowie Wojciech Moranda i Joanna Majdan zdobyli brązowe medale Indywidualnych Mistrzostw Polski w szachach szybkich. W sezonie 2017 damska drużyna Wieży Pęgów zdobyła Drużynowe Wicemistrzostwo Polski w szachach błyskawicznych. Arcymistrzyni Joanna Majdan zdobyła brązowe medale Indywidualnych Mistrzostw Polski w szachach szybkich i błyskawicznych.
Kobieca drużyna piłkarska UKS Zorza Pęgów kategoria młodziczki w roku 2016 zdobyła tytuł Drużynowych Mistrzyń Polski.
Drużyna piłkarska Zorza Pęgów w sezonie 2002/2003 i od sezonu 2014/2015 współzawodniczy w rozgrywkach A-klasy, grupa: Wrocław II. Największym osiągnięciem zespołu było zajęcie 3. lokaty w sezonie 2014/2015. W sezonie 2015/2016, po 12 kolejkach rundy jesiennej, klub był liderem rozgrywek w A-klasie (bilans: 8-4-0)

## Zabytki
Do wojewódzkiego rejestru zabytków wpisany jest:
- pałac wybudowany w stylu neogotyckim w roku 1907 przez mistrza budowlanego Vatera z Prusic dla ówczesnego właściciela majątku Caesara Sachsa. Jest to budowla murowana, założona na planie prostokąta z wewnętrznym świetlikiem i wieżą w narożniku południowo - zachodnim. Wieża posiada machikuły i taras widokowy. Pałac nakryty jest dachami dwuspadowymi z lukarnami i połaciami ograniczonymi schodkowymi szczytami ze sterczynami. We wnętrzach zachowała się część bogatego wystroju. Przed fasadą znajduje się dziedziniec, otoczony zabudowaniami folwarcznymi. Do pałacu przylega park krajobrazowy

inne zabytki:
- kościół, jest parafią dla Kotowic, Pęgowa i Zajączkowa